# The Feelies
The Feelies es un grupo de rock de Haledon, Nueva Jersey, formado en 1976 y disuelto en 1992. La banda se reunió en 2008 y lanzó nuevos álbumes en 2011 y 2017.
Rara vez trabajaban con productores ajenos y preferían producir sus propios discos creando un sonido particular lleno de ecos, murmullos, guitarras dobles y una producción que se comparó con el sonido punk/new wave de finales de los 70 y el rock alternativo/"háztelo tú mismo" de principios de los 80. Su nombre proviene de la novela Un Mundo Feliz de Aldous Huxley, donde los "feelies" eran cines que proporcionaban experiencias audiovisuales y olfativas mediante los cuales la población sustituía su falta de sentimientos humanos. La formación inicial del grupo contaba con Glenn Mercer (guitarra y voz), Bill Million (guitarra y voz), Keith Clayton (bajo) y Anton Fier (batería). Posteriormente se incorporaron a la banda Brenda Sauter, Stan Demeski y Dave Weckerman.
La discografía oficial de The Feelies consta de 7 álbumes y un EP. Al margen de esto, prácticamente todos los miembros del grupo tienen o han tenido proyectos paralelos, casi todos con el sonido característico de su banda principal.

## Trayectoria
En 1978, The Village Voice apodó a The Feelies, que entonces no habían firmado con una discográfica, como "la mejor banda underground de Nueva York". Con la formación de Glenn Mercer, Bill Million, Keith DeNunzio en el bajo y Anton Fier en la batería, The Feelies lanzaron su primer sencillo, "Fa Cé-La", en Rough Trade Records en 1979.
El primer disco de The Feelies, Crazy Rhythms (1980), editado por el sello Stiff, fue una gran influencia para artistas hoy consagrados. Grabado y editado por la banda, el disco cuenta con unas guitarras secas y bruscas, algo que luego el grupo confesó que no era buscado pero que en ese momento les gustó cómo sonaba. De hecho era un sonido bastante alejado del que solían tener en vivo, lo que no impidió que la crítica alabara este primer trabajo agrupándolo entre los mejores discos de la década, como hizo Rolling Stone que lo sitúo en el puesto #49 y Pitchfork en el #69. El LP constó de diez canciones, la mayoría de Mercer y Million, a excepción de "Everybody's Got Something to Hide (Except Me and My Monkey)", un cover de The Beatles, algo que se convirtió casi en una costumbre, pues en casi cada uno de sus discos se encontraba un cover.
Tras un periodo de descanso en el que Mercer y Million estuvieron tocando con The Trypes, el grupo se volvió a reunir para grabar su segundo LP, The Good Earth (1986), lanzado por Coyote. Contaron con la colaboración de Peter Buck, guitarrista de R.E.M., y de nuevo con Mercer y Million a la producción. El grupo estuvo de gira como teloneros de Lou Reed y R.E.M. El único EP de The Feelies se lanzó dos años después y contó con dos canciones que ya habían aparecido en The Good Earth como eran "The High Road" y "Slipping Into Something" más dos covers: "She Said, She Said" de The Beatles y "Sedan Delivery" de Neil Young.
En 1988 firmaron con A&M Records. La repercusión de The Feelies creció, lo que les llevó a ocupar su nuevo disco, Only Life (1988), en las posiciones más altas en las listas que habían conseguido hasta entonces. Producido de nuevo por Mercer y Million, esta vez con la colaboración de Steve Rinkoff, el álbum contó con diez temas, siendo uno de ellos "What Goes On" un cover de The Velvet Underground. El último disco de The Feelies antes de su separación fue Time for a Witness (1991) que rompió un tanto la oscuridad de anteriores trabajos con una mayor presencia de coros y ritmos más cálidos. Producido por Mercer y Million con la ayuda de Gary Smith, el álbum contó con otros diez temas de los que destacó la canción homónima al álbum que apareció en una multitud de recopilaciones de aquella época. Además incluyeron una versión de "Real Cool Time" de The Stooges cerrando el disco.
Tras separarse en 1992, The Feelies se reunió en 2008 y en abril de 2011, lanzaron un álbum titulado Here Before, producido por Bill Million y Glenn Mercer, en el sello discográfico Bar/None. La banda sigue siendo "una de las bandas de rock alternativo más queridas del país". El sexto álbum de estudio de Feelies, In Between, fue lanzado en febrero de 2017, también en el sello Bar-None. La mayor parte del disco fue grabado en el estudio casero de Glenn Mercer en Haledon, Nueva Jersey. 

## Proyectos paralelos
[cita requerida]
The Trypes
Después de Crazy Rhythms, Glenn Mercer y Bill Million se unieron a esta formación liderada por John Baumgartner donde conocieron a dos futuros integrantes de The Feelies: Brenda Sauter y Stan Demeski. Juntos sacaron un EP de 4 temas llamado The Explorers Hold producido por Glenn Mercer y Bill Million bajo el sello Coyote.
The Yung Wu
Banda formada en 1986 por Mercer, Million y Baumgartner que al principio iba a ser un divertimento para tocar en vivo pero llegó a sacar un álbum titulado Shore Leave de once temas bajo la producción de Mercer y Million donde estaban recogidas canciones propias más las versiones de "Powderfinger" de Neil Young y "Big Day" de Brian Eno. También fue editado por Coyote.
En diciembre de 2001 el grupo volvió a unirse brevemente para dar un concierto en el mítico Maxwell's de Nueva Jersey donde tocaron junto a Yo La Tengo.
Wake Oloo
Se formó inmediatamente después de la disolución de The Feelies. Estaba formada por Glenn Mercer, Dave Weckerman, Don Weckerman y John Dean y editó tres discos a lo largo de la década de los 90, Hear No Evil (1994), What About It (1995) y Stop the Ride (1996). Al salir Bill Million, Mercer tomó el control de la producción y la banda. El disco, What About It incluyó una versión de "So You Wanna Be a Rock'n Roll Star" de The Monkees.
Wild Carnation
Formada por Brenda Sauter junto a su marido Richard Barns. Lanzaron los discos, Trycicle (1995) y Superbus (2006). 
Speed the Plough
Formación irregular formada en 1982 por John Baumgartner que contó con la presencia durante un tiempo de Brenda Sauter y Stanley Demeski. Realmente fue lo que quedó de The Trypes después de que Sauter y Demeski se fueran a The Feelies aunque volvieran de vez en cuando junto a Baumgartner para tocar, especialmente tras la separación de The Feelies en 1991. El grupo tiene cuatro discos, 'Speed the Plough' (1989), 'Wonder Wheel' (1991), 'Mason's Box' (1994) y 'Marina' (1995).
Sunburst
John Baumgartner (teclados/compositor), Stanley Demeski (batería), Marc Francia (guitarra), Glenn Mercer (guitarra), Toni Paruta (voz/viento) and Dave Weckerman (bajo) formaron la banda en 1997. Todos los miembros de Sunburst han estado en bandas como The Trypes, Yung Wu, and the Willies. 
Luna
Formación a la que se unió Stanley Demeski tras la separación de The Feelies en 1991 y en la que estuvo hasta 1997.
The Golden Palominos
Banda formada por Anton Fier, el primer baterista the The Feelies en 1982. Su formación ha variado constantemente desde su fundación y más bien se trata de una reunión de amigos entre los que han destacado Michael Stipe de R.E.M. y Mick Taylor de The Rolling Stones.
Glenn Mercer
El líder de The Feelies ha iniciado su carrera en solitario en 2007 con el disco Wheels in Motion producido por él mismo y que ha contado con la colaboración de casi todos los exintegrantes de The Feelies a excepción de Bill Million: Stanley Demeski, Vinny DeNunzio, Dave Weckerman, Anton Fier y Brenda Sauter. El disco de diez canciones incluye una versión de "Sunday Morning" de The Velvet Underground y "Within You Without You" de The Beatles.

## Miembros

### Miembros actuales
- Glenn Mercer - guitarras, voz, teclados, percusión (1976-1991, 2008-presente)
- Bill Million - guitarras, voz, percusión (1976-1991, 2008-presente)
- Stan Demeski - batería y percusión (1983-1991, 2008-presente)
- Brenda Sauter - bajo, violín y coros (1983-1991, 2008-presente)
- Dave Weckerman - percusión (1984-1991, 2008-presente)

### Miembros anteriores
- Vinny DeNunzio - batería (1976-1978)
- John Papesca - bajo (1976-1979)
- Keith DeNunzio a/k/a Keith Clayton - bajo, percusión, coros (1979-1982)
- Anton Fier a/k/a Andy Fisher - batería, percusión (1978-1979)

## Discografía

### Álbumes de estudio
- Crazy Rhythms (Stiff LP 1980)
- The Good Earth (Coyote / Twin/Tone LP 1986)
- Only Life (A&M LP 1988)
- Time for a Witness (A&M LP 1991)
- Here Before (Bar/None CD 2011)
- In Between (Bar/None CD 2017)

### Singles
| Año  | Título            | Posiciones en listas | Álbum              |
| Año  | Título            | US Modern Rock       | Álbum              |
| ---- | ----------------- | -------------------- | ------------------ |
| 1979 | "Fa Cé La"        | -                    | Crazy Rhythms      |
| 1988 | "Away"            | 6                    | Only Life          |
| 1991 | "Sooner or Later" | 13                   | Time for a Witness |